# Ruère
Ruère é uma vila francesa situada nas alturas de Pierreclos, para 15 quilômetros de Mâcon, no sul do Saône-e-Loire, em região de Borgonha. Possui aproximadamente cinqüenta habitantes. Esta vila é situada em uma colina e é rodeada com vinhedos.